# Моравшка Гора
Моравшка Гора (на словенски: Moravška Gora) е село в Словения, регион Средна Словения, община Лития. Според Националната статистическа служба на Република Словения през 2015 г. селото има 110 жители.